# احمد مجتهدی تهرانی
احمد مجتهدی تهرانی (۹ مهر ۱۳۰۲ – ۲۳ دی ۱۳۸۶) روحانی، مجتهد شیعه و استاد حوزه علمیه تهران بود.او در روز ۲۳ دی ماه سال ۱۳۸۶، در سن ۸۴
سالگی در تهران درگذشت. وی مؤسس مدرسه علمیه آیت‌الله مجتهدی در تهران بود که شاگردان سرشناسی چون سید مجتبی خامنه‌ای، علی‌اکبر ناطق نوری و رضا استادی در آنجا تحصیل نموده‌اند.

## ولادت و خانواده
او در ۹ مهر ۱۳۰۲ (۱۳۴۳ هجری قمری) در تهران به دنیا آمد. وی در خاندانی مذهبی پرورش یافت، پدرش محمدباقر از کسبه معروف و جدش میرزا احمد از تجار مشهور عصر خود بود. بعد از این دو، اجداد مجتهدی همگی در کسوت روحانیت و از علما بزرگ و از ائمه جماعات مشهور کاشان بودند. از جمله اجداد وی، ملا محمدعلی مجتهد و ملا محمدباقر مجتهد و ملا محمدکاظم مجتهد کاشانی هستند.

## زندگی
در سال ۱۳۲۱ شمسی و در سن ۱۹ سالگی به کسوت روحانیت درآمد و قبل از آن در بازار تهران مشغول به کار بود، از آنجا که پدرش مخالف طلبگی وی بود، سال‌ها با سختی، در لباس روحانیت به تحصیل علم پرداخت اما بعدها پدرش راضی شد.
وی پنج سال بعد یعنی در سال ۱۳۲۶ شمسی و در سن ۲۴ سالگی ازدواج کرد. مجتهدی در ضمن تحصیل، به تدریس کتب حوزوی هم می‌پرداخت.
وی که در سال‌های آخر عمر از مشکلات تنفسی و قلبی رنج می‌برد، سرانجام در ۲۳ دی ۱۳۸۶ در سن ۸۴ سالگی در بیمارستان بازرگانان تهران درگذشت.

## مدرسه علمیه
او با تلاش تجار و مردم، توانست حوزه علمیه فعلی را که در تهران خیابان ۱۵ خرداد شرقی، کوچه شهید مرتضی کیانی، کوچه مسجد آقا واقع است تأسیس کند. در این حوزه هر سال مراسم عمامه‌گذاری با حضور وی برگزار می‌شد.

### دیدگاه‌ها دربارهٔ او
طلاب این مدرسه علمیه در سال ۱۳۸۳ با سید علی خامنه‌ای دیدار کردند؛ در این دیدار وی از جدیت متولیان و طلاب مدرسه در تحصیل علوم اسلامی تجلیل نموده و از کارها و فعالیت‌های انجام شده در مدرسه اظهار رضایت کرد.
وی همچنین در نامه‌ای که در سال ۱۳۸۶ به مناسبت درگذشت احمد مجتهدی تهرانی نوشته بود، از جمله خدمات دینی ارزنده وی را تأسیس و ادارهٔ شایستهٔ این مدرسه علمیه دانست که در طول ده‌ها سال، محل پرورش علما و فضلای فراوان بوده و هم‌اکنون تعدادی از تربیت‌شدگان در آن، در شمار فضلای برجسته و عالمان و مجتهدان بزرگوار دینی‌اند.

## استادان
- دروس ادبیات عرب:علی‌اکبر برهان[۵]
- کتاب مطول: محمدجواد خندق‌آبادی، سید مرتضی علوی فریدونی
- منظومه ملا هادی سبزواری: علامه طباطبایی
- کتاب لمعتین: صدوقی، محمدجواد خندق‌آبادی، عبدالرزاق اصفهانی
- رسائل: محمدجواد خندق آبادی
- مکاسب: سید محمدصادق طباطبایی
- کفایه: سید شهاب‌الدین مرعشی نجفی، سید صادق شریعتمداری
- درس خارج: سید حسین طباطبایی بروجردی، سید محمدرضا گلپایگانی، عباسعلی شاهرودی، محمدرضا تنکابنی، سید احمد خوانساری
- درس اخلاق: سید روح‌الله خمینی، سید حسین فاطمی قمی
- درس تفسیر: لطفعلی لطفیان سرگزی (حافظ کل قرآن، نهج‌البلاغه و صحیفه سجادیه) مدفون در صحن اتابکی حرم فاطمه معصومه در قم

## تالیفات
- کتاب چهار رساله (رساله ارث، گناهان کبیره، محرم و نامحرم و احکام الغیبه) می‌باشد.[۶]
- کتاب‌های زیادی از توصیه‌ها و سخنرانی‌های وی توسط برخی افراد جمع‌آوری و چاپ شده است. از جمله آن می‌توان به آداب الطلاب، در محضر مجتهدی، چهل حدیث، بدیع‌الحکمه یا لطایف حکیمانه، اخلاص گنج سعادت، مؤدب آداب، طریق دوست اشاره کرد.
- یادنامه علی لطفیان سرگزی اولین میزبان علی خامنه‌ای در سال ۴۲ در زاهدان

## رسانه‌ها
در سال ۱۳۹۵ یک مستند زندگی‌نامه ای دو قسمتی به نام شمیم باران دربارهٔ زندگی ایشان ساخته شد. در این مستند با شاگردان و یاران قدیم مانند امامی کاشانی، میرسجادی، حبیبی، جاودان، طبرستانی و استادان و علمای دیگر گفت‌وگو شده است.